# Anna Tärnhuvud
Anna Tärnhuvud, född 1986, är en svensk fotograf.
Anna Tärnhuvud arbetar som frilansfotograf med uppdrag för bland annat Aftonbladet och Göteborgs-Posten.
Tärnhuvud har slutförda studier till socionom men ändrade inriktning efter sin examen och började istället studera till fotograf vid Nordens Folkhögskola Biskops-Arnö. När hon studerade sista året på utbildningen utsågs hon till "Årets rookie" i fototävlingen Årets bild. Hon vann även förstapriser i klasserna "Årets bildreportage i Sverige" och "Årets featurebild". År 2016 tilldelades hon K W Gullers stipendium som delas ut för förtjänstfulla insatser på det dokumentära fotografiets område. Vid Årets bild 2018 gick hon till historien som den första kvinnliga fotografen att tilldelas huvudpriset "Årets bild". Den vinnande bilden visar dramatiken efter terrordådet på Drottninggatan i Stockholm 2017.